# Franco Calamida
Franco Calamida (4 de maio de 1938 – 12 de junho de 2021) foi um político italiano e membro do Partido da Refundação Comunista e da Democracia Proletária. Foi membro da Câmara dos Deputados entre 1983 e 1992.
Calamida faleceu a 12 de junho de 2021, aos 83 anos.